# Ніклас Утґрен
Ніклас Утґрен (швед. Nicklas Utgren; нар. 12 січня 1969) — колишній шведський тенісист.
Найвищу одиночну позицію світового рейтингу — 138 місце досяг 20 листопада 1989, парну — 55 місце — 23 липня 1990 року.
Здобув 1 парний титул.
Найвищим досягненням на турнірах Великого шолома було 3 коло в парному розряді.

## Фінали за кар'єру

### Парний розряд (1–2)
| Результат | W/L | Дата     | Турнір                       | Покриття | Партнер        | Суперники                 | Рахунок       |
| --------- | --- | -------- | ---------------------------- | -------- | -------------- | ------------------------- | ------------- |
| Перемога  | 1–0 | Сер 1989 | Swedish Open, Швеція         | Ґрунт    | Пер Генрікссон | Йозеф Чігак Карел Новачек | 7–5, 6–2      |
| Поразка   | 1–1 | Лип 1990 | Stuttgart Outdoor, Німеччина | Ґрунт    | Пер Генрікссон | Пітер Олдріч Дані Віссер  | 3–6, 4–6      |
| Поразка   | 1–2 | Кві 1991 | Ніцца, Франція               | Ґрунт    | Войтех Флегль  | Рікард Берг Ян Гуннарссон | 4–6, 6–4, 3–6 |